# Cyrtandra nukuhivensis
Cyrtandra nukuhivensis är en tvåhjärtbladig växtart som beskrevs av F. Brown. Cyrtandra nukuhivensis ingår i släktet Cyrtandra och familjen Gesneriaceae. Inga underarter finns listade i Catalogue of Life.